# Exalphus leuconotus
Exalphus leuconotus es una especie de escarabajo longicornio del género Exalphus, tribu Acanthoderini, subfamilia Lamiinae. Fue descrita científicamente por Thomson en 1860.
La especie se mantiene activa durante los meses de enero, febrero, marzo, noviembre y diciembre.

## Descripción
Mide 15 milímetros de longitud.

## Distribución
Se distribuye por Argentina, Bolivia y Brasil.